# Южно-Китайская платформа

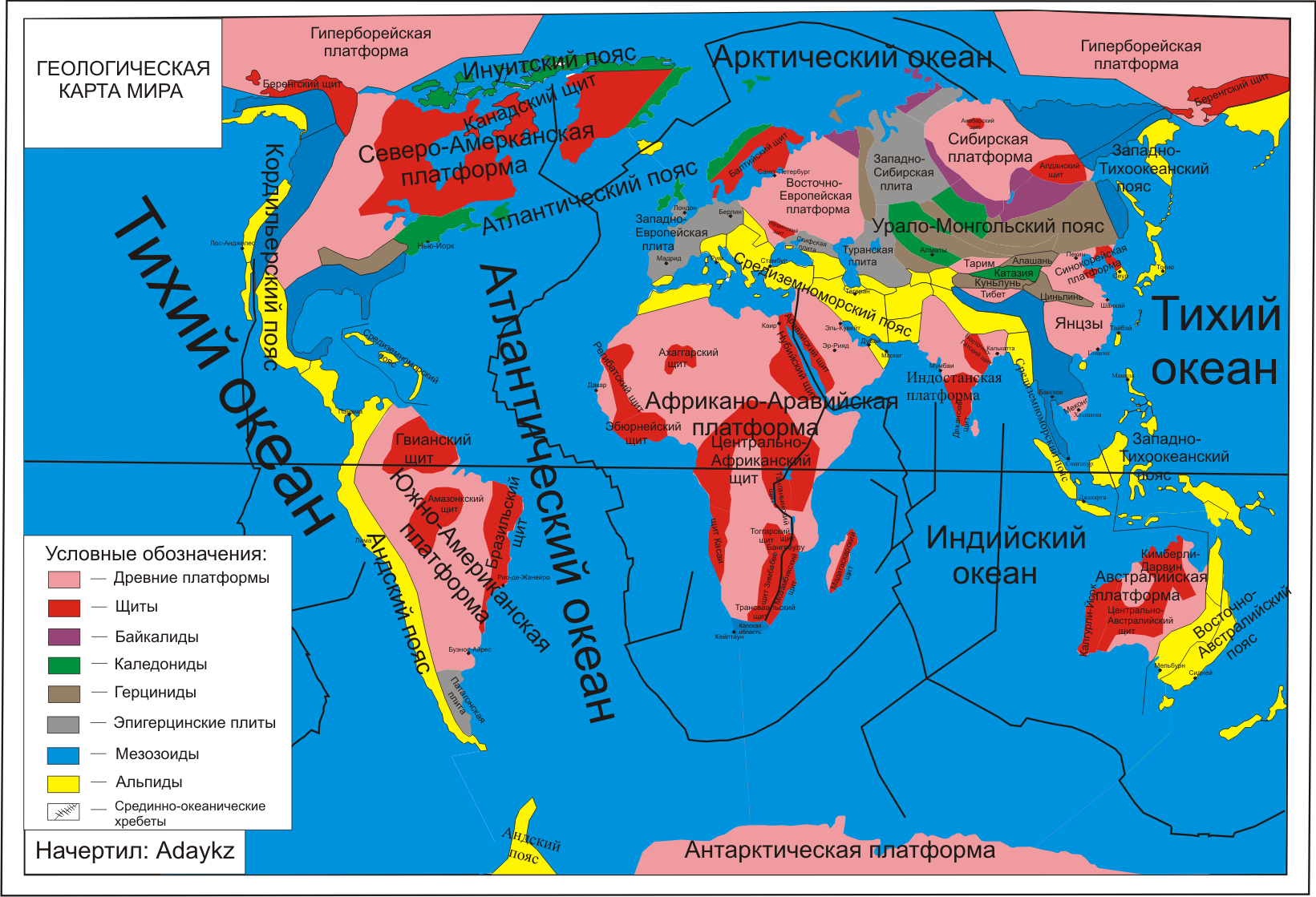
Южно-Китайская платформа (Янцзы) на карте мира

Южно-Китайская платформа или Янцзы — докембрийская древная платформа, относительно устойчивый участок земной коры. Платформа занимает территорию юго-восточной части Китая и имеет площадь примерно 2 млн км². Платформу иногда называют Янцзы, по названию реки, в нижнем течении которой она расположена.
В начале палеозойской эры она объединилась с Сино-Корейской платформой, а в конце палезойской эры — с Пангеей. Южно-Китайская платформа отделена от Сино-Корейской платформы горной системой Циньлин. Осадочный чехол, покрывающий большую часть платформы, достигает наибольшей мощности (несколько км) в районе впадины провинции Сычуань, а также в центральной части Юньнань-Гуйчжоуского нагорья.

## Полезные ископаемые
На территории находится многочисленные полезные ископаемые, среди которых нефть и газ (Дачжоу), уголь, железо, марганец, вольфрам, олово, сурьма, ртуть, бокситы (провинция Фуцзянь) и др.